# Имамат в низаритской доктрине
Доктрина́ в низари́тском-исмаили́тском имамате́ (араб. إمامة‎) — это концепция низаритского исмаилизма, которая определяет политические, религиозные и духовные аспекты власти, касающиеся исламского лидерства над общиной.
49-м и ныне здравствующим низаритским имамом является принц Шах Рахим аль-Хусейни Ага-хан (V). Его авторитет как имама и хранителя веры позволяет ему контекстуализировать веру в соответствии со временем и местом.

## Концепция
В исмаилитской интерпретации шиитского ислама имам является проводником и ходатаем между людьми и Богом, а также личностью, через которую познаётся Бог. Он также отвечает за толкование (та'виль) Корана. Он является обладателем божественного знания и, следовательно, «Главным Учителем». Согласно «Посланию о правильном пути», персидскому исмаилитскому прозаическому тексту постмонгольского периода истории исмаилитов, написанному анонимным автором, с начала времён существовала цепочка имамов, и Имам будет присутствовать на Земле до конца время. Миры не существовали бы в совершенстве без этой непрерывной цепи Имамата. Заместители имама — доказательства (Худжа) и врата (Баб) — всегда знают о его присутствии и являются свидетелями этой непрерывной цепочки.
Согласно Насир ад-Дину Туси, низаритскому-исмаилитскому интеллектуалу Аламутского периода, имамы являются Обладателями Повеления, которым Бог предписывает повиновение в суре ан-Ниса, Аят 59: «Повинуйтесь Богу и повинуйтесь Посланнику и Обладателям Повеления». Благодаря этой структуре исмаилиты отдают предпочтение живому Слову, или Имаму Времени, над записанным словом.

### Руководство
Имамат — это институт социального обеспечения, который создаётся на основе соглашения между имамом и его последователями, в соответствии с которым каждый принимает на себя права и обязанности.
Мусульмане-исмаилиты интерпретируют источник авторитета Имамата как явно указанный в Коране, и они также верят, что только Коран обеспечивает его основу. В хутбе, произнесённой во время правления аль-Каима (фатимидского халифа), объясняются права и обязанности между имамом и его последователями:
У имама нет возможности урезать права своей паствы, равно как и у паствы нет возможности урезать права своего имама. Среди прав паствы против их имама — сохранение Книги Аллаха и Сунны Его Пророка, да благословит Аллах его и его семью, и возмещение от тех, кто несправедливо обращается с ними, за тех, с кем так обращались, и от сильных среди них за слабых, от благородных из них для простых людей, исследуя их образ жизни и различные условия его существования, заботливо взирая на своих иждивенцев в своих усилиях, наблюдая за ними своим оком. Ибо Он, велик и славен Он, относительно того, что Он восхвалял в характере Своего Пророка и Его Посланника, сказал: «К вам пришёл посланник из вашей среды; горе, постигшее вас, огорчает его; он беспокоится о вас; с верующими он добр и сострадательен». [В. 9: 128].

Когда он делает это, паства должна почитать его, чтить его и оказывать ему помощь, стоя наготове, во имя того, что правильно согласно книге Божьей и Сунне Его Пророка, да благословит Бог его и его семью.

### Лидер
Каждый низаритский имам считается свидетельством духовного присутствия Бога среди своего народа. Когда потомок святого семейства назначается имамом, он становится единой сущностью с божественным и живым проявлением Корана. Каждый такой назначенный (насом) имам получает Нур (Свет) Бога в соответствии с Кораническим Аятом, который утверждает таким образом:
И Мы доверили всё явному Имаму. (Коран 36:12)
Этот Нур Бога существует одновременно в настоящий момент в трансцендентной форме Всемогущего Бога, а также в человеческой форме низаритского имама. Так, описывая сущность имама, духовный низаритский наставник Руми, великий Шамс Тебризи, писал:
Значение «Книги Божьей» — это не текст (Корана); это Человек, который Ведёт. Он — «Книга Божья». Он — её стихи. Он — Священное Писание.
В проповеди, произнёсенной во время правления аль-Каима (фатимидского халифа), объясняется мера послушания имаму:
Аллах сказал: «О вы, которые уверовали, повинуйтесь Аллаху и повинуйтесь Посланнику и тем, кто обладает властью среди вас» [4:59]. Таким образом, Он превращает послушание в обязанность, связывая его с повиновением тем, кто управляет Его делами. Они — те, кто отстаивает от имени Бога Его истину и те, кто призывает к нему всех, кто желает повиноваться Ему. Он выделил их по имамату, который является высшим из рангов ниже пророчества. Он предписал слугам причитающиеся им права и приказал им выполнять их. Он оговорил, что они связаны с повиновением ему, удваивая свою награду в зависимости от того, насколько хорошо они следуют за теми, чья власть предопределена.

### Администрация
Во время правления Фатимидов в Египте вопросы государственного управления были важным занятием для исмаилитских имамов как фатимидских халифов Египта. Помимо управления Фатимидским халифатом, существовали также религиозные и духовные дела, связанные с фатимидскими исмаилитами того времени, которые принимали фатимидских халифов также в качестве своих духовных имамов.
Институт исмаилитского давата (распространения исмаилитской веры) был создан фатимидскими имамами, и даи (духовным учителям) были делегированы полномочия по распространению исмаилизма на определённых территориях Фатимидского халифата и даже на территориях за его пределами.

## История
Исмаилиты и иснаашариты разделились из-за преемственности имама Джафара ас-Садика. Исмаилиты утверждают, что Джафар назначил своего сына Исмаила ибн Джафара своим наследником и следующим имамом в наследственной линии, и, таким образом, исмаилиты следуют имамату Исмаила и его потомства. Хотя имам Исмаил умер раньше своего отца, он (то есть Исмаил ибн Джафар) по своему собственному праву назначил своего сына Мухаммада ибн Исмаила следующим наследственным имамом, который должен был последовать за ним. В прямом противоречии с этим убеждением иснаашариты считают, что младший брат имама Исмаила Муса аль-Казим с самого начала был законным преемником имама Джафара.
Исмаилиты-низариты всегда утверждали, что имамат может быть унаследован только от нынешнего имама к прямому потомку в наследственной линии от отца к сыну (или внуку), начиная с имама Али, а затем к имаму Хусейну и так далее до их нынешнего имама, принца Карима аль-Хусейни. Хасан ибн Али считается Доверенным имамом (имам аль-Муставда) в отличие от Наследственного имама (имам аль-Мустакарр). Этот факт ясно демонстрируется в ежедневных молитвах исмаилитов-низаритов три раза в день, в которых имя имама Хасана не включено в наследственную линию от имама Али до 50-го имама принца Рахима аль-Хусейни.